# Memisa
Memisa België is een Belgische niet-gouvernementele organisatie die ijvert voor kwaliteitsvolle basisgezondheidszorg. Memisa staat voor: MEdische MIssie SAmenwerking.
Ze is voornamelijk actief binnen medische centra en ziekenhuizen in Congo, Burundi, Benin, Congo-Brazzaville, Guinee, Mauritanië en India. Memisa werd in 1988 opgericht en is ontstaan uit Memisa Nederland, dat zich al sinds 1925 inzet op het vlak van missie. Sinds 1991 is ze erkend als ngo. In 1994 werd er met een permanent bureau in Kinshasa, een eerste kantoor geopend.
Memisa zet zich in het bijzonder in voor de strijd tegen moedersterfte en kindersterfte.
Memisa België mag niet verward worden met het voormalige Memisa Nederland, een ngo die sinds 1999 door het leven gaat onder de naam Cordaid.